# Elbaue bei Bertingen
Die Elbaue bei Bertingen ist ein FFH-Gebiet in den Gemeinden Rogätz und Angern im Landkreis Börde, in der Stadt Burg und der Gemeinde Elbe-Parey im Landkreis Jerichower Land und in der Stadt Tangerhütte im Landkreis Stendal in Sachsen-Anhalt.

## Allgemeines
Das FFH-Gebiet ist circa 2798 Hektar groß (beim Bundesamt für Naturschutz ist die Größe mit 2748 Hektar angegeben). Es überlagert sich mit dem EU-Vogelschutzgebiet „Elbaue Jerichow“ und den Landschaftsschutzgebieten „Ohre- und Elbniederung“, „Elbtalaue“ und „Elbaue-Wahlenberge“. Das FFH-Gebiet grenzt im Süden an das FFH-Gebiet „Elbaue südlich Rogätz mit Ohremündung“ und im Norden an das FFH-Gebiet „Elbaue zwischen Derben und Schönhausen“. Es ist durch die Landesverordnung zur Unterschutzstellung der Natura 2000-Gebiete im Land Sachsen-Anhalt (N2000-LVO LSA) seit dem 21. Dezember 2018 rechtlich gesichert. Zuständige untere Naturschutzbehörden sind die Landkreis Börde, Jerichower Land und Stendal.

## Beschreibung
Das FFH-Gebiet liegt nordöstlich von Magdeburg im Biosphärenreservat Mittelelbe als Teil des Biosphärenreservats Flusslandschaft Elbe. Es umfasst große Teile der Elbaue zwischen der Elbfähre bei Rogätz und des Pareyer Verbindungskanal zum Elbe-Havel-Kanal und schließt einige binnendeichs liegenden Bereiche mit ein. Die Überschwemmungsaue wird linksseitig der Elbe von ihrem natürlichen Hochufer und rechtsseitig vom Hochwasserschutzdeich begrenzt.
Die Elbaue wird großflächig von Grünländern eingenommen, die vielfach als Mähwiesen und Umtriebsweiden genutzt werden. Teilweise liegen Flächen auch brach. Auf feuchten Standorten siedeln unter anderem Brenndolde, Gewöhnliche Wiesensilge, Vielblütiger Hainhahnenfuß und Nordisches Labkraut, während auf trockeneren Standorten unter anderem Wiesenlabkraut, Echtes Labkraut, Margerite, Wiesenglockenblume und Wiesenschaumkraut zu finden sind. Brachen sind häufig mit Stauden und Gebüschen durchsetzt. Feuchte Hochstaudenfluren sind teilweise auch entlang der Ufer ausgebildet.
Auf Schlamm- und Sandbänken innerhalb der Buhnenfelder und an Gleithängen der Mäander ist Pioniervegetation aus Schlammling, Braunem Zypergras sowie Uferspitzklette, Elbeliebesgras und Rotem Gänsefuß ausgebildet. In der Elbaue sind Altwasser als Reste ehemaliger Mäander, Flutrinnen, Auenkolke und kleinflächige Abgrabungsgewässer zu finden. Hier siedeln vielfach Wasserpflanzen wie Gewöhnlicher Schwimmfarn, Krebsschere, Froschbiss, Gewöhnlicher Wasserschlauch, Wasserhahnenfuß, Gelbe Teichrose, Ähriges Tausendblatt, Spreizender Wasserhahnenfuß sowie Berchtolds Zwerglaichkraut, Spiegelndes Laichkraut und Haarblättriges Laichkraut.
Am linksseitigen Hochufer der Überschwemmungsaue der Elbe mit einigen Steilwänden geht die wechselfeuchte Flussaue in trockene und sandige Bereiche über. Hier sind stellenweise moos- und flechtenreiche Sandtrockenrasen ausgebildet. Im Hangbereich zwischen Sandfurth und Polte stocken Reste eines Feldulmen-Hangwaldes. Stellenweise stocken entlang des Hochufers ältere Solitäreichen. Nur fragmentarisch sind Weichholzauenwälder mit Silberweide und Fahlweide bzw. Hartholzauenwälder mit Flatterulme, Stieleiche und Feldahorn in der Elbaue ausgebildet.
Das FFH-Gebiet ist Lebensraum und Migrationskorridor von Biber und Fischotter. Amphibien sind unter anderem durch Rotbauchunke, Moorfrosch, Kreuzkröte, Knoblauchkröte und Kammmolch, Libellen unter anderem durch Grüne Flussjungfer und Asiatische Keiljungfer vertreten. Die Elbe beherbergt unter anderem Rapfen, Stromgründling, Flussneunauge und Lachs. In einigen Kleingewässern in der Elbaue ist der Schlammpeitzger heimisch.
Die Alte Elbe bei Bertingen ist auch in Verbindung mit der in dem ehemaligen Mäander liegenden Kiesgrube Lebensraum verschiedener Wasservögel. Weiterhin sind an dem Altarm unter anderem auch Drossel- und Schilfrohrsänger heimisch. Während des Vogelzuges hat die Elbaue besondere Bedeutung als Rastgebiet.
Das FFH-Gebiet wird im Süden von der Kreisstraße 1209 begrenzt, in deren Verlauf sich eine Fährstelle über die Elbe befindet.